# Stanley Gerald Thompson
Stanley Gerald Thompson (n. 9 martie 1912, Los Angeles, California, SUA – d. 16 iulie 1976) a fost un chimist american. El a descoperit, alături de Glenn T. Seaborg, câteva elemente transuraniene, printre care californiul și berkeliul. A primit bursa Guggenheim (Științe Naturale - Chimie) în 1954.

## Legături externe
- Stanley G. Thompson - The man who delivered berkelium and californium (and won the Nobel Prize for Glenn Seaborg) (www.bonestamp.com)
- „Stanley G. Thompson”. Atomic Heritage Foundation (în engleză).